# Charles Racquet
Charles Racquet (Raquet, ou Raquette), né à Paris en 1597, et mort dans la même ville le 1er janvier 1664, est un compositeur et organiste français.

## Biographie
Issu d'une famille d'organistes, il est instruit par son père Balthazar (vers 1575-1630). Toute sa carrière se déroule à Paris. Il est longtemps organiste titulaire de la cathédrale Notre-Dame du 3 février 1618 à 1643, date à laquelle son neveu Jean lui succède. Charles fut aussi organiste de la reine-mère Marie de Médicis. Représentant de la tradition polyphonique, c'est un professeur réputé.
En juillet 1651, il est appelé avec Henry Du Mont pour l'expertise d'un orgue neuf terminé par le facteur Nicolas Lemerre, construit dans l'église Sainte-Marguerite (paroisse Saint-Paul). C'est lui qui rédige le rapport, dans lequel l'ouvrage est estimé à 900 lt.
Il a été en correspondance avec le Père Marin Mersenne ; le luthiste Denis Gaultier, qui fut peut-être son élève, lui a dédié un tombeau.
Le fichier Laborde mentionne de nombreux actes sur lui : marié avec Anne Dufay, il est parrain à deux reprises en 1623 et 1626, baptise deux fils (Jean en 1633, Louis en 1636) et sept filles (Marie en 1634, Anne en 1637, Madeleine en 1640, Anne-Thérèse en 1642, Charlotte Cécile en 1644, Agnès en 1647, Catherine en 1648) et enterre Louis en 1636. Il est lié à des musiciens et à des facteurs d'instruments ou d'orgues, et a habité les paroisses Saint-Landry et Sainte-Madeleine-en-la-Cité. En 1648 un procureur au Châtelet de Paris lui constitue une rente, rachetée en 1657 ; il habitait alors en l'hôtel des Ursins.

## L’œuvre

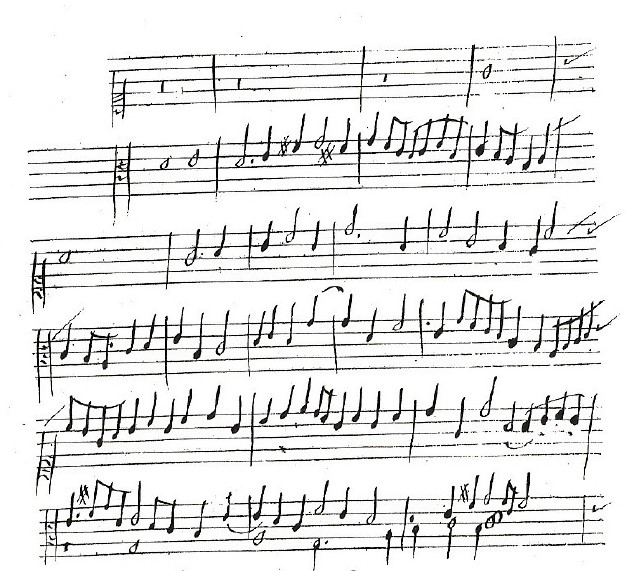
Les premières portées de la Fantaisie pour orgue de Charles Racquet (vers 1636).

- Une Fantasie du 8e ton sur le Regina Cœli manuscrite de Charles Racquet est insérée dans l'exemplaire personnel de l'Harmonie Universelle du Père Mersenne conservé au Conservatoire National des Arts et Métiers, provenant de la bibliothèque des Minimes de la Place royale à Paris[8]. « Pour l'exemple de ce que se peuct faire sur l'orgue ». Écouter cette fantaisie jouée à l'orgue.
- À la demande de Mersenne, il a également mis en musique les douze versets du psaume 146 Puisque le monarque des anges (dans la traduction française de Germain Habert de Cérisy), sous forme de duos composés dans les douze modes[9].
- Dans le Ms. néerlandais 58 de la BNF[10], qui contient des transcriptions pour carillons d'œuvres du début du XVIIe siècle, cinq pièces sont attribuées à "Racquet" (sans qu'on puisse être certain qu'il s'agisse bien de Charles mais c'est le candidat de plus probable).

Ce sont :
- - Prose Mittit ad virginem
  - Ballet de Madame
  - Deux Ballet reprenant les fameux Balletti de Giovanni Giacomo Gastoldi
  - Courante

## Réception
- Pierre Cochereau, organiste de Notre-Dame lui aussi, a laissé un Boléro sur un thème de Charles Racquet, improvisé et enregistré en 1973[11].